# Estació de La Revilla
La Revilla fou un baixador ferroviari situat al terme de La Revilla, una de les localitats que forma part del municipi de La Revilla y Ahedo, a la província de Burgos. Formava part de la línia Santander-Mediterráneo.
És famosa per la seua aparició a la pel·lícula de Javier Fesser El Milagro de P. Tinto, on funcionava com a llar de la família protagonista. Esdevinguda reclam turístic, la localitat homenatjà la pel·lícula l'estiu del 2023, als 25 anys de l'estrena, amb exposicions i diversos esdeveniments, que inclogueren la visita del director.